# 國際社會對2020年白俄羅斯總統大選結果和抗議活動的反應

对卢卡申科的连任的国际反应。
白俄罗斯
祝贺卢卡申科
未得到认可或表示关注或批评
对冲突升级表示批评
没有反应

以下是对2020年白俄罗斯总统选举以及2020年白俄罗斯抗议活动的官方反应清单。

## 国际组织对选举的反应

### 不接受选举结果
- 欧盟外交和安全政策高级代表何塞·博雷利·丰特列斯和欧盟邻里和扩大委员会（英语：European Commissioner for Neighbourhood and Enlargement）专员奥利维尔·瓦尔赫里（英语：Olivér Várhelyi）发表了联合声明。联合声明谴责了白俄罗斯选举后的警察暴力行为，并指出欧盟将监测进一步的事态发展[1]。欧洲理事会主席夏尔·米歇尔于8月19日举行的电视会议正式宣布，由于白俄罗斯的选举既不自由也不公平，也不符合国际标准，因此欧盟不承认白俄罗斯当局的选举结果。同时将着手制裁涉及选举舞弊及镇压示威人士的白俄罗斯人员[2]。欧盟外交和安全政策高级代表丰特列斯于9月15日宣布白俄罗斯8月9日的选举造假，重申欧盟不承认卢卡申科是白俄罗斯合法总统[3]。9月17日，欧洲议会承认协调委员会为白俄罗斯的“人民临时代表”[4]。欧盟外交部长于10月12日表示，如果白俄罗斯的局势没有改善，欧盟准备对白俄罗斯高级官员，包括亚历山大·卢卡申科，采取进一步的限制性措施[5]。

### 表达关注
- 联合国发言人史蒂芬·杜哈里克（英语：StéphaneDujarric）表示，联合国正在关注选举后的事态发展，呼吁白俄罗斯当局表现出最大的克制，并确保充分尊重言论自由、和平集会和结社自由的权利[6]。联合国人权事务高级专员米歇尔·巴切莱特谴责俄罗斯当局的暴力反应。他说，拘留期间和拘留之后的虐待报告“令人不安”，提醒白俄罗斯政府“绝对禁止对被拘留者施加酷刑和其他虐待”，表明对旁观者和未成年人的拘留趋势明显是违反国际人权标准的大规模逮捕[7]。

- 联合国保护新闻记者之友小组联合主席，大使，常任理事国立陶宛、法国和希腊以及该论坛的署名成员和联合国会员国发表联合声明，对白俄罗斯人权状况的恶化表示深切关注。并谴责白俄罗斯当局扼杀言论自由以及独立新闻的行为，以及一切对白俄罗斯新闻自由的攻击。呼吁白俄罗斯当局立即停止对新闻工作者和媒体工作者的攻击，和释放那些被不公正拘留的人，并对报道的失踪事件负责[8]。

- 教宗方济各在8月16日的讲话中呼吁进行对话，以拒绝暴力并尊重正义和权利[9]。

- 歐洲安全與合作組織于8月17日再次重申对8月9日白俄罗斯举行的总统选举的关注。欧安组织的民主机构与人权办公室（ODIHR）无法观察到这种情况，对和平示威者过度使用武力，安全部队遭到广泛拘留，酷刑和虐待，并要求对欧安组织当值主席埃迪·拉马和即将上任的欧安组织当值主席安·林德进行白俄罗斯访问，以便会见政府和反对派代表[10]。

- 国际劳工组织总干事蓋伊·萊德（英语：Guy Ryder），对白俄罗斯拘留和逮捕参加和平示威的工会工人的做法深表关注，呼吁卢卡申科确保该国形成一种和平示威工人免遭暴力和威胁的氛围。同时敦促白俄罗斯总统在其职权范围内尽一切可能防止侵犯人权事件发生，并确保工人的权利和自由得到充分尊重[11]。

- 泛欧洲政党；欧洲人民党党团、社会主义者和民主人士进步联盟、复兴欧洲、綠黨/歐洲自由聯盟和欧洲保守派和改革主义者党在联合声明中，谴责白俄罗斯政府煽动暴力，反对抗议的政治镇压并呼吁进行政治改革和重新选举[12]。

- 欧洲左翼党主席海因茨·比尔鲍姆（英语：Heinz Bierbaum）表示“专制制度一直是反对民主选举的一场闹剧”[13]。

- 欧洲广播联盟谴责白俄罗斯警察对本地和外国记者的袭击，要求白俄罗斯尊重言论自由为许多国际文书所规定的一项基本人权，其中包括《世界人权宣言》第19条，《国际公约》第19条关于《公民权利及政治权利国际公约》（ICCPR）以及《欧洲人权公约》（ECHR）第10条[14]。

### 多国联合反应
- 北歐波羅的海八國（丹麦，爱沙尼亚，芬兰，冰岛，拉脱维亚，立陶宛，挪威和瑞典）的外交部长在联合声明中谴责白俄罗斯的暴力行为，并表示他们认为选举既不自由也不公平。

- 2020年8月15日，波罗的海国家（爱沙尼亚，拉脱维亚和立陶宛）总理呼吁白俄罗斯在国际监督员的监督下进行新的“自由和公正”的选举[15]。

- 欧盟四个成员国的外交部长；爱沙尼亚，芬兰，拉脱维亚和波兰共同呼吁召开一次欧盟电视会议，讨论欧盟在白俄罗斯的统一立场[16]。

- 維謝格拉德集團中欧四个国家于8月18日同意，欧洲需要对卢卡申科政权采取统一而强硬的路线[17]。

- 卢布林三角（立陶宛，波兰和乌克兰）发表联合声明，对白俄罗斯局势升级深表关注，并呼吁当局避免使用武力，并释放所有被拘留者，并在调解中可以提供任何帮助或周旋的机会[18]。

### 国际媒体反应
- 国际媒体联盟：包括白俄罗斯记者协会、國際筆會美東分會（英语：PEN America）、无国界记者组织、国際新聞編集者協会（英语：International Press Institute）、Internews（英语：Internews）、欧洲新闻工作者联合会（英语：European Federation of Journalists）等十几家新闻机构发表联合声明，要求白俄罗斯当局对记者进行保护。并谴责白俄罗斯海关官员拒绝让外国记者入境和企图封锁新闻网站[19][20]。

## 国家对选举的正面反应

### 批评抗议的国家
- 2020年8月14日，俄罗斯外交部发言人玛丽亚·扎哈罗娃表示，抗议活动是由外国“外部干预”以“在社会中造成裂痕并破坏局势的稳定”的结果[21]。8月15日，卢卡申科与普京通了电话。卢卡申科后来声称，“应外界要求，俄罗斯将首先提供全面援助，以确保白俄罗斯的安全”[22]。

### 祝贺卢卡申科的国家
- 亚美尼亚总理尼科尔·帕辛扬和亚美尼亚总统阿尔缅·萨尔基相祝贺卢卡申科在总统大选中获胜[23]。

- 阿塞拜疆总统伊利哈姆·阿利耶夫在电话中祝贺卢卡申科再次当选[24]。

- 中共中央总书记兼国家主席习近平对卢卡申科在总统大选中获胜表示祝贺[25]。

- 哈萨克斯坦总统卡瑟姆若马尔特·托卡耶夫向卢卡申科发表电报。电报写道：“在复杂的政治局势下举行的选举结果证明，人民支持您在加强白俄罗斯的主权和独立的战略方针。”[26]

- 吉尔吉斯斯坦总统索隆拜·熱恩別科夫祝贺卢卡申科在总统大选中获胜[25]。

- 摩尔多瓦总统伊戈尔·多东祝贺卢卡申科在总统大选中获胜[25]。

- 尼加拉瓜总统丹尼尔·奥尔特加和副总统罗萨丽奥·穆里略祝贺卢卡申科在总统大选中获胜[25]。

- 阿曼苏丹海赛姆·本·塔里克·阿勒赛义德发送电报，祝贺卢卡申科再次当选总统[25]。

- 俄罗斯联邦总统弗拉基米尔·普京给卢卡申科发了电报，祝贺他再次当选。普京此后向卢卡申科表示，俄罗斯将在依据两国联合军事协定，当白俄罗斯遭遇外部压力时，俄方已准备在必要情况下提供白俄军事协助，但未明确表示赞同白俄罗斯总统[27]。8月29日，俄罗斯宣布承认白罗斯总统选举的合法性。9月14日，俄罗斯总统普京在与白俄罗斯总统卢卡申科会谈时承诺，俄方将向白俄提供15亿美元国家贷款[28]。

- 叙利亚总统巴沙尔·阿萨德祝贺卢卡申科在总统大选中获胜[25]。

- 塔吉克斯坦总统埃莫马利·拉赫蒙祝贺卢卡申科在总统大选中获胜[25]。

- 土耳其总统雷杰普·塔伊普·埃尔多安祝贺卢卡申科在总统大选中获胜[25]。

- 乌兹别克斯坦总统肖開提·米爾則亞耶夫祝贺卢卡申科在总统大选中获胜[25]。

- 委内瑞拉争议总统尼古拉斯·马杜罗祝贺卢卡申科在总统大选中获胜[25]。

- 越共中央总书记兼国家主席阮富仲祝贺卢卡申科在总统大选中获胜[29]。

### 认可争议的国家祝贺
- 阿布哈茲總統阿斯蘭·布扎尼亞向卢卡申科表示祝贺[30]。

- 南奥塞梯总统阿納托利·比比洛夫祝贺卢卡申科[31]。

## 国家对选举的负面反应

### 各国不接受选举结果，因此不承认卢卡申科为连任总统
- 阿尔巴尼亚作为欧盟候选国，同意欧洲联盟立场，宣布白俄罗斯选举既不自由也不公平，因此不承认选举结果，并谴责暴力行为[32]。

- 奥地利受欧洲理事会于8月19日决定谴责8月9日选举既不自由也不公平的约束，因此不承认选举结果[33]。

- 保加利亚受欧洲理事会谴责8月9日的选举既不自由也不公平的约束，因此不承认选举结果。

- 比利时外交大臣菲利普·戈芬（英语：Philippe Goffin）发表声明，他“对白俄罗斯大选后对和平抗议的暴力镇压感到遗憾。认为言论自由和新闻自由是整个欧洲的基本权利。”他敦促白俄罗斯当局立即释放不公正逮捕的公民。8月19日，欧洲理事会决定8月9日的选举既不自由也不公平，因此不承认选举结果[33]。

- 波斯尼亚和黑塞哥维那塞族共和国总理米洛拉德·多迪克以个人身份对卢卡申科再次当选表示祝贺。波斯尼亚和黑塞哥维那主席团两名成员（分别是谢菲克·扎费罗维奇（英语：Šefik Džaferović）和熱利科·科姆希奇）对此表示谴责，呼吁立即撤回他对白俄罗斯总统亚历山大·卢卡申科的祝贺[34]。8月27日，米洛拉德·多迪克决定遵循欧洲联盟的立场，撤销对卢卡申科的祝贺，并命令外交部正式宣布不接受白俄罗斯的选举结果。波黑主席团两名成员谢菲克·扎费罗维奇、熱利科·科姆希奇以及外交部长比塞拉·图尔科维奇（英语：Bisera Turković）表示，这一决定符合欧洲联盟的政策[35]。

- 加拿大全球事务部长商鵬飛对白俄罗斯选举后的暴力行为“深表关切”，认为白俄罗斯当局的行动“进一步削弱了投票的民主合法性”[36]。 商鵬飛于8月17日表示，加拿大政府不接受白俄罗斯“欺诈性”总统选举的结果，并呼吁重新举行 “自由，公正”的选举。

- 捷克总理安德烈·巴比什表达对白俄罗斯示威者的支持，并与其他捷克国会议员一起呼吁再次举行选举，并要求欧盟做出强烈反应。8月19日，欧洲理事会决定8月9日的选举既不自由也不公平，因此不承认选举结果[33]。

- 丹麦与北歐波羅的海八國质疑选举的合法性，并谴责了暴力行为。8月19日，欧洲理事会决定8月9日的选举既不自由也不公平，因此不承认选举结果[33]。

- 爱沙尼亚外交部长在联合国安理会会议上对选举进行了批评，然后在8月18日指出：“爱沙尼亚共和国政府不承认白俄罗斯的选举结果。” 8月19日，欧洲理事会决定8月9日的选举既不自由也不公平，因此不承认选举结果。

- 芬兰与北歐波羅的海八國质疑选举合法性，并谴责了暴力行为。8月19日，欧洲理事会决定8月9日的选举既不自由也不公平，因此不承认选举结果[33]。

- 法国总统埃马纽埃尔·马克龙对俄罗斯总统普京表示，他对公民在选举期间所面临的暴力以及白俄罗斯目前的局势感到非常担忧[37]。8月19日，欧洲理事会决定8月9日的选举既不自由也不公平，因此不承认选举结果。9月27日，马克龙对《星期日报》（Journal du Dimanche）表示，卢卡申科必须接受民主和放弃权力下台[38]。

- 德国政府发言人斯蒂芬·塞伯特（英语：Steffen Seibert）宣布，白俄罗斯投票期间未遵守民主选举的最低标准，反对派关于选举舞弊的报道是可信的。他还说，白俄罗斯政治领导人必须接受人民的意愿，并谴责对和平示威者使用武力，并逮捕新闻工作者和民权活动家[39]。德国外交部海科·馬斯呼吁欧洲联盟讨论对白俄罗斯的制裁。德国总理安格拉·默克爾8月18日对弗拉基米尔·普京表示，白俄罗斯政府必须避免对和平示威者使用武力，立即释放政治犯，并开始全国对话[40]。8月19日，欧洲理事会决定8月9日的选举既不自由也不公平，因此不承认选举结果[33]。默克尔在提出调解时表示：“毫无疑问，选举中有大规模违反规则的行为，选举既不自由也不公平。这就是为什么选举结果无法得到承认。”[41]

- 希腊受欧洲理事会于8月19日决定谴责8月9日选举既不自由也不公平的约束，因此不承认选举结果[33]。希腊外交部长证实，该国完全同意欧盟8月11日的声明[42]。

- 匈牙利受欧洲理事会于8月19日决定谴责8月9日选举既不自由也不公平的约束，因此不承认选举结果[33]。

- 爱尔兰外交部长西蒙·科韦尼（英语：Simon Coveney）表示，“白俄罗斯当局对示威者的暴力行为比例过高且令人无法接受，对此深表关注”，爱尔兰将“与欧盟同僚协调其应对措施。” 科韦尼后来表示，爱尔兰不接受卢卡申科政府要求的大选结果。8月19日，欧洲理事会决定8月9日的选举既不自由也不公平，因此不承认选举结果[33]。

- 意大利受欧洲理事会于8月19日决定谴责8月9日选举既不自由也不公平的约束，因此不承认选举结果[33]。

- 拉脱维亚外交部长埃德加斯·林科维奇（英语：EdgarsRinkēvičs）表示，由于针对白俄罗斯和平抗议活动的暴力持续不断，而且缺乏政治对话，拉脱维亚支持对负责镇压抗议活动和选举舞弊的白俄罗斯官员实行个人制裁的必要性。拉脱维亚也与北歐波羅的海八國一起质疑合法性，并谴责了暴力行为。8月19日，欧洲理事会决定8月9日的选举既不自由也不公平，因此不承认选举结果[33]。

- 立陶宛总统吉塔納斯·瑙塞達在立陶宛、拉脱维亚和波兰作为危机的调解者的一项联合倡议中已宣布条件：“首先，白俄罗斯当局必须停止对本国公民使用武力。第二，白俄罗斯当局必须释放已经被拘捕的上万名拘留者，以及所有遭受压制的示威者。第三，白俄罗斯必须恢复与民间社会的对话。” [43]2020年8月11日，白俄罗斯反对派领导人斯维特兰娜·格奥尔基耶娃·季哈诺夫斯卡娅被迫从白俄罗斯流亡到立陶宛，瑙塞達总统通过电话与季哈诺夫斯卡娅通话，以支持她为促进白俄罗斯权力移交而成立的协调委员会[44]。8月12日，立陶宛为逃离白俄罗斯的人们开放了边界。立陶宛外交事务委员会于8月12日投票，宣布卢卡申科对总统的主张是不合法的。该决议还呼吁北约和欧盟成员国也这样做。会议以120票赞成，零票反对和2票弃权获得批准[45]。立陶宛总统吉塔納斯·瑙塞達重申，不承认卢卡申科是白俄罗斯的合法领导人[46]。2020年8月15日，立陶宛外交部长利纳斯·林克维奇乌斯（英语：Linas Antanas Linkevičius）称卢卡申科为白俄罗斯的“前总统”[47]。8月19日，欧洲理事会决定8月9日的选举既不自由也不公平，因此不承认选举结果。8月20日，立陶宛总理萨乌留斯·思科威尔内里邀请季哈诺夫斯卡娅到他的办公室，并公开称她为“白俄罗斯国家领导人”[48]。9月10日，立陶宛议会提出了一项法案，承认季哈诺夫斯卡娅。该决议还宣布亚历山大·卢卡申科为“非法领导人”[49]。2021年3月5日，立陶宛外交部长格比亚鲁斯·兰斯伯格斯对白俄罗斯总检察长办公室要求引渡反对党领导季哈诺夫斯卡娅的要求坚决拒绝，表明立陶宛无论是过去和将来都是一堵墙，所有受到政权迫害的民主力量都可以在这堵墙后面寻求庇护。所有受到政权迫害的人也不会被引渡，既不会因为他们争取民主的斗争，也不会因为言论自由和宗教观点而被引渡。同时告诉白俄罗斯政权，「我们宁可眼睁睁地看着地狱冻结，也不会考虑它的要求。」[50]

- 卢森堡外交部长让·阿瑟伯恩（英语：Jean Asselborn）呼吁，除了针对白俄罗斯最高官员的新制裁之外，还应重新进行选举，并称卢卡申科白俄罗斯政府的行动是恐怖主义和独裁统治[51]。8月19日，欧洲理事会决定8月9日的选举既不自由也不公平，因此不承认选举结果[33]。

- 荷兰外交部长表示：“荷兰对白俄罗斯大选的过程及其后果表示关注，特别是警察严厉镇压示威者。”[52]  2020年8月14日，荷兰首相馬克·呂特说：“荷兰不能接受这些选举的结果。”[53] 8月19日，欧洲理事会决定8月9日的选举既不自由也不公平，因此不承认选举结果。

- 波兰外交部谴责白俄罗斯暴力行为，并呼吁白俄罗斯当局“尊重基本人权”，并警告：「对示威者使用武力以及任意逮捕都是不可接受的。」[54]波兰总理馬特烏什·莫拉維茨基在与欧盟领导人的会谈中也对抗议者表示了同情。此外，波兰总理馬特烏什·莫拉維茨基呼吁召开欧洲理事会关于白俄罗斯局势的紧急会议[55]。8月19日，欧洲理事会决定8月9日的选举既不自由也不公平，因此不承认选举结果[33]。

- 葡萄牙受欧洲理事会8月19日决定谴责8月9日选举既不自由也不公平的约束，因此不承认选举结果[33]。

- 罗马尼亚外交部部长博格丹·奥雷斯库（英语：Bogdan Aurescu）表示，他“非常关注”白俄罗斯的局势，“唯一的办法”是制止暴力并开始政治对话。他还敦促该国尊重基本人权[56]。8月19日，欧洲理事会决定8月9日的选举既不自由也不公平，因此不承认选举结果[33]。罗马尼亚200多名文化界人士向总统克劳斯·约翰尼斯与总理卢多维克·奥尔班和其他政府官员致信，要求政府支持白俄罗斯的民间社会和人权。他们声称，罗马尼亚应明确声明不支持卢卡申科政权，并应切断外交关系，以防新教徒继续受到镇压。信中将这些事件与1989年羅馬尼亞革命和2017年羅馬尼亞反貪污示威进行比较。发起倡议的组织之一也在布加勒斯特的水塔上悬挂白俄罗斯红色和白色的旗帜，以表示声援示威者反对亚历山大·卢卡申科的政权[57]。

- 塞尔维亚政府发表声明表示不会庆祝新总统的胜利。

- 斯洛伐克外交和欧洲事务部长伊万·科乔克（Ivan Korčok）称白俄罗斯政府对政治对手和公民的和平干预表示不可接受。斯洛伐克共和国“呼吁卢卡申科总统遵守民主和言论自由的基本原则。任何人都不能因表达其观点而受到迫害。”[58] 总统苏珊娜·查普托娃说：“我谴责使用武力和镇压白俄罗斯人民自由行使言论和集会自由。必须始终尊重和保护基本自由和人权。”[59] 2020年8月10日，她通过点燃斯洛伐克总统府的红色和白色的灯光，表示对白俄罗斯人民的声援[60]。8月19日，欧洲理事会决定8月9日的选举既不自由也不公平，因此不承认选举结果[33]。

- 2020年8月13日，美国国务卿迈克·蓬佩奧访问斯洛文尼亚期间举行的新闻发布会上，斯洛文尼亚总理亚内兹·扬沙对白俄罗斯的当前局势表示关注，并呼吁在广泛的国际观察下进行新的自由选举。他还表示，斯洛文尼亚正在欧盟内部获得支持，以增加对白俄罗斯的国际压力[61]。8月19日，欧洲理事会决定8月9日的选举既不自由也不公平，因此不承认选举结果[33]。

- 瑞典外交部长安·林德对白俄罗斯的示威者遭到殴打和逮捕表示关切。她说，白俄罗斯的选举既不民主也不公平，而且遵循与白俄罗斯先前选举相同的模式。她要求释放所有被捕的抗议者。8月18日，瑞典首相斯蒂凡·洛夫文发表声明，谴责“针对和平示威者的暴力和逮捕行动，白俄罗斯政权和当局对此负责”。此外，前首相卡尔·比尔特说，卢卡申科担任总统的时间已经结束[62]。8月19日，欧洲理事会决定8月9日的选举既不自由也不公平，因此不承认选举结果[33]。

- 西班牙受欧洲理事会8月19日决定谴责8月9日选举既不自由也不公平的约束，因此不承认结果[33]。

- 英国外交及聯邦事務部对白俄罗斯局势表示关注，并呼吁俄罗斯当局“在严重缺陷的总统选举后不要采取进一步的暴力行动”。并认为，“整个选举过程都缺乏透明度。” [63] 8月17日，英国外交部表示“英国不接受选举结果”，并将选举称为“欺诈性”[64]。

### 质疑选举合法性的国家
- 冰岛与北歐波羅的海八國质疑选举合法性，并谴责暴力行为。

- 挪威外交部长Ine Marie EriksenSøreide谴责在白俄罗斯使用武力：“这种使用暴力是不可接受的。我们呼吁白俄罗斯当局立即释放被捕的抗议者和新闻工作者。” [65]挪威以及与北歐波羅的海八國质疑选举合法性，并谴责暴力行为。

- 乌克兰外交部与波兰和立陶宛发表联合声明。乌克兰总统府负责人安德里·叶尔马克也呼吁白俄罗斯当局释放在白俄罗斯被拘留的乌克兰人权活动家和新闻记者[18]。烏克蘭總統弗拉基米尔·泽连斯基表示对选举结果的合法性存疑，并在宣布选举结果后发生的冲突表示遗憾。他敦促白俄罗斯避免暴力，并在政府与公民之间展开广泛，开放的对话[66]。他还呼吁白俄罗斯当局“遵守文明世界公认的民主标准”，并敦促他们尽最大努力确保人民的权利和自由得到维护。总统泽连斯基还表示，“乌克兰对民主稳定的白俄罗斯非常感兴趣”[67]。由于抗议活动，泽连斯基还取消了他计划于10月对明斯克进行的国事访问[68]。乌克兰于8月17日从明斯克召回驻外大使[69]。

- 美国国务卿迈克·蓬佩奧于8月10日发表新闻声明，宣布美国对白俄罗斯总统大选的举动“深表关切”，称这不是自由和公平的。他声称，“严格限制候选人的选票，禁止投票站的当地独立观察员，针对反对派候选人的恐吓手段以及对和平示威者和新闻工作者的拘留破坏了这一进程。”他敦促白俄罗斯政府不要使用武力，并呼吁白俄罗斯政府尊重所有白俄罗斯人和平集会的权利。美国白宫批评白俄罗斯当局使用互联网关闭和拘留反对派支持者，并呼吁释放被拘留者[65]。另外，白宫新闻秘书凯莱·麦肯阿尼重申国务卿有关投票程序，拘留和抗议的声明和立场[70]。8月17日，总统唐纳德·特朗普称，白俄罗斯的局势糟糕，美国正密切关注事态发展[71]。9月13日，美國副國務卿史蒂芬·比根表示“人民已经明确拒绝该政权”，并表示美国政府将与欧洲国家合作对白俄罗斯实施有针对性的制裁。

- 日本外務省正在密切关注着局势，并敦促白俄罗斯当局立即停止对和平示威者的暴力行为和任意拘留。日本强烈呼吁白俄罗斯各国内政治团体之间进行对话，以便能够反映白俄罗斯人民的集体意愿并以尊重法律和民主的方式确保该国的稳定与发展[72]。此外，一名日本公民在明斯克被地方当局拘留[73]。

### 谴责冲突升级的国家
- 瑞士联邦外交事务部对白俄罗斯选举后的抗议活动表示关注，并敦促白俄罗斯政府保持克制[74]。

- 澳大利亚外交事务部长马里斯·佩恩对白俄罗斯总统选举中对示威者使用武力、监禁反对派分子和缺乏透明度表示关注[75]。

- 阿富汗伊斯兰共和国表明谴责白俄罗斯政府的镇压行动。

- 阿根廷表明谴责白俄罗斯政府的镇压行动。

- 巴西表明谴责白俄罗斯政府的镇压行动。

- 智利 表明谴责白俄罗斯政府的镇压行动

- 斐济表明谴责白俄罗斯政府的镇压行动。

- 马绍尔群岛表明谴责白俄罗斯政府的镇压行动。

- 墨西哥 表明谴责白俄罗斯政府的镇压行动。

- 秘魯表明谴责白俄罗斯政府的镇压行动。

- 表明谴责白俄罗斯政府的镇压行动。

- 乌拉圭表明谴责白俄罗斯政府的镇压行动。

- 摩納哥 在联合国签署联合声明，谴责白俄罗斯对新闻工作者或民间人士的镇压行动[8]。

- 密克羅尼西亞聯邦 在联合国签署联合声明，谴责白俄罗斯对新闻工作者和民间人士的镇压行动[8]。

- 在联合国签署联合声明，谴责白俄罗斯对新闻工作者和民间人士的镇压行动[8]。

- 以色列 在联合国签署联合声明，谴责白俄罗斯对新闻工作者和民间人士的镇压行动[8]。11月25日，以色列大使亚历克斯·高德曼·谢曼（Alex Goldman-Shayman）因一张向白俄罗斯总统亚历山大·卢卡申科递交任职证书和握手的照片，受到国内民众批评是在支持法西斯政权[76]。

- 在联合国签署联合声明，谴责白俄罗斯对新闻工作者和民间人士的镇压行动[8]。

- 玻利维亚 在联合国签署联合声明，谴责白俄罗斯对新闻工作者和民间人士的镇压行动[8]。

## 祝贺国家内部的批评
- 亚美尼亚总理尼科尔·帕辛扬的祝贺受到广泛批评。亚美尼亚民主运动的一些非政府组织发表了一份声明，支持白俄罗斯的抗议运动[77]。8月14日，在埃里温市中心举行了一次小型游行，以支持白俄罗斯的抗议活动[78]。9月10日，白俄罗斯驻亚美尼亚大使馆前又发生了一次抗议活动，抗议者要求释放政治犯[79] 。

- 在吉尔吉斯斯坦，一张显示卢卡申科与吉尔吉斯斯坦前总理丹妮亚尔·乌瑟诺夫（英语：Daniar Usenov）和吉尔吉斯斯坦前总统库尔曼别克·巴基耶夫站在一起的照片在网络上公布后，吉尔吉斯斯坦外交部就此照片向白俄罗斯驻吉尔吉斯斯坦大使馆抗议[80]。

- 摩尔多瓦一群抗议者在基希讷乌的白俄罗斯大使馆前示威。他们带着写有标语“独裁政权倒台”、“卢卡申科政权倒台”，“白俄罗斯是自由的”等等标题的牌子。抗议者说，在摩尔多瓦总统伊戈尔·多东允许自己代表整个摩尔多瓦人民向卢卡申科表示祝贺之后，他们感到有必要抗议[81]。

- 俄罗斯一群示威者在白俄罗斯驻莫斯科大使馆前进行多次示威，谴责卢卡申科政府并纪念在抗议活动中丧生的人[82]。哈巴罗夫斯克的一些抗议者表示声援白俄罗斯的抗议者[83]。

- 委内瑞拉争议总统胡安·瓜伊多对委内瑞拉和白俄罗斯的抗议活动进行比较后，宣布在12月6日举行的议会选举中，反对党将不会参加投票，而是示威、抗议、罢工、协商，正如白俄罗斯目前所做的那样[84]。

## 国际制裁
- 欧盟外交与安全政策高级代表何塞·博雷利·丰特列斯8月14日宣布，欧盟准备对负责“暴力与伪造选举结果”的白俄罗斯官员实施制裁。欧洲理事会主席夏尔·米歇尔于8月19日的视频会议中正式宣布，欧盟对暴力镇压示威者和选举舞弊的白俄罗斯官员实施制裁[2]。欧盟委员会也宣布将拨款给白俄罗斯的5300万欧元（4800万英镑）从政府转移到民间社会[85]。10月2日，欧盟宣布对暴力镇压和平抗议的40名白俄罗斯官员实施旅行禁令和资产冻结的制裁[86]。10月12日，欧盟在卢森堡的外交会议上同意进一步对白俄罗斯的限制措施，将缩小与白俄罗斯中央政府的双边合作，增加对白俄罗斯人民和民间社会的支持，并相应调整双边财政援助[5]。11月6日，欧盟委员会宣布對白俄羅斯进一步制裁行動，将卢卡申科和其儿子以及国家安全顾问等共15名白俄罗斯官员列入制裁名单[87]。

- 2020年8月19日，斯洛伐克总理伊戈尔·马托维奇表示，斯洛伐克政府在立法会议上同意对白俄罗斯实施制裁[88]。

- 2020年8月31日，波罗的海国家（爱沙尼亚，拉脱维亚和立陶宛）对亚历山大·卢卡申科和其他29名白俄罗斯官员实施旅行禁令，禁止来往立陶宛，拉脱维亚和爱沙尼亚[89]。9月25日，波罗的海国家宣布扩大制裁名单，对参与操纵总统选举和对示威者进行暴力镇压的98名俄罗斯官员（包括法官和执法人员）列入制裁名单，包括卢卡申科在内的总共128名白俄罗斯官员[90]。

- 2020年9月29日，英国外交部宣布与加拿大采取共同的国际制裁行动，对包括白俄罗斯总统卢卡申科，及其长子兼国家安全顾问的维克多、总统幕僚长、内政部长等共8人实施旅行禁令和冻结资产的制裁，以维护民主价值观并向其压制的人士施加压力。并敦促白俄罗斯当局追究责任，并帮助确保危机和平结束，以反映白俄罗斯人民的意愿[91]。

- 2020年9月29日，加拿大全球事务部长商鹏飞宣布与英國采取共同的国际制裁行动，对包括白俄罗斯总统卢卡申科，及其长子兼国家安全顾问的维克多、总统幕僚长、内政部长等共8人实施旅行禁令和冻结资产的制裁。以维护民主价值观并向其压制的人士施加压力。并促使白俄罗斯当局追究责任，并帮助确保这场危机的和平结束，以反映白俄罗斯人民的意愿[92]。

- 2020年10月2日，美国财政部以卢卡申科的「欺骗」选举及后续对抗议者的暴力镇压，对白俄罗斯8名高官施以惩罚性制裁，包括白俄罗斯内政部长卡拉耶夫（Yuri Karayev）、次长巴苏可夫（Alexander Barsukov）、公共安全官员及选举委员会官员等[93]。2021年2月19日，美国国务卿安東尼·布林肯以白俄罗斯继续暴力镇压国内反对派人士、民主活动家和记者，宣布对43名白俄罗斯官员实施签证限制，将其列入禁止入境美国的名单[94]。

- 2020年10月13日，瑞士国家经济事务秘书处（SECO）跟随欧盟于10日2日的决定，对白俄罗斯40名前任和现任官员实施经济和旅行制裁，包括冻结金融资产和禁止进入瑞士。该措施于10月13日中欧时间18:00生效[95]。12月11日，瑞士联邦委员会宣布扩大了对白俄罗斯的制裁，对包括总统卢卡申科及其子兼国家安全顾问维克多·卢卡申科在内的15人实施金融制裁和旅行禁令[96]。

## 制裁反应
- 2020年9月29日，白俄罗斯外交部宣布对波罗的海国家约300名官员实施制裁，以报复他们对白俄罗斯官员实行旅行禁令[97]。10月2日，白俄罗斯在欧盟宣布对被指控伪造总统选举结果的40名白俄罗斯官员实施制裁后，白俄罗斯外交部发表声明，宣布对欧盟官员实施报复性制裁，但没有透露名单和多少欧盟官员。白俄罗斯外交部警告如果欧盟进一步制裁，可能会产生更严重的后果，例如白俄罗斯退出联合计划和项目，或修改与欧盟的外交关系。白俄罗斯发言人格拉纳兹（Anatoly Glaz）宣称将从波兰和立陶宛召回其大使，白俄罗斯希望将其在立陶宛的大使馆从25名外交官减至14名，将波兰的大使馆从50名减至18名[98]。